# Decize
Decize /dəˈsiz/ è un comune francese di 5 980 abitanti situato nel dipartimento della Nièvre, nella regione della Borgogna-Franca Contea. È attraversato dal fiume Acolin.

## Società

### Evoluzione demografica
Abitanti censiti